# Белорусское железнодорожное общество
Белорусское железнодорожное общество в Москве — общественно-политическая и профессиональная организация белорусских железнодорожников — беженцев 1-й мировой войны.
Существовала в 1918 г., зарегистрировано Белорусским национальным комиссариатом 25 мая 1918 г. 
Основные задачи: национально-культурное возрождение Беларуси, развитие промышленности, торговли, просвещения; белорусизация железной дороги, совершенствование и развитие железнодорожной сети и других путей сообщения в Беларуси. 
Политическая платформа: федерация демократической Беларуси с Советской Россией, равенство всех наций и религий, равное избирательное право, выборность судебной администрации, право на организацию народной милиции, контроль государства над производством, свобода забастовок, 8-часовой рабочий день, отделение церкви от государства, открытие на Беларуси своих ВУЗ; введение белорусского языка в делопроизводство органов местного самоуправления, судов и учебных заведений.